# Psyllocamptus monachus
Psyllocamptus monachus är en kräftdjursart som beskrevs av Claude Chappuis 1938. Psyllocamptus monachus ingår i släktet Psyllocamptus och familjen Ameiridae. Inga underarter finns listade i Catalogue of Life.